# Roger Green
Roger Allan Green (ur. 2 czerwca 1943 w Toronto) – były kanadyjski żeglarz uczestniczący w igrzyskach olimpijskich w 1968 w Meksyku.
Startując wraz ze Stewartem Greenem zajął 7. miejsce w klasie Latający Holender.